# 빌 버틀러
빌 버틀러(Bill Butler, 본명: 윌머 케이블 버틀러, Wilmer Cable Butler, 1921년 4월 7일 – 2023년 4월 5일)는 컨버세이션 (1974년 영화)(1974), 죠스 (영화)(1975) 및 3개의 록키 속편 작업으로 유명한 미국 촬영 감독이었다. 버틀러는 해스컬 웩슬러가 제작에서 해고된 후 뻐꾸기 둥지 위로 날아간 새 (영화)(1975)를 완성했으며 이후 아카데미 촬영상 후보에 올랐다.

## 작품

### 영화
- 레인 피플
- 컨버세이션 (1974년 영화)
- 죠스 (영화)
- 뻐꾸기 둥지 위로 날아간 새 (영화)
- 립스틱 (영화)
- 프로테우스 4
- 카프리콘 프로젝트
- 오멘 2
- 그리스 (영화)
- 사랑이 머무는 곳에 (1978년 영화)
- 록키 2
- 괴짜들의 병영 일지
- 록키 3
- 록키 4
- 빅 트러블 (1986년 컬럼비아 픽처스 영화)
- 총각 쫄병
- 사탄의 인형
- 못말리는 비행사
- 스나이퍼 (1993년 영화)
- 베토벤 2
- 플리퍼 (1996년 영화)
- 아나콘다 (영화)
- 페이탈 서스펙트
- 프레일티

### 텔레비전

#### TV 영화
- 섬씽 이블

#### TV 시리즈
- 가시나무새들
- 다크 스카이